# Luge aux Jeux olympiques de 1968
Navigation
Innsbruck 1964 Sapporo 1972
Aux Jeux olympiques d'hiver de 1968 à Grenoble, trois courses de luge ont eu lieu. La piste naturelle de Villard-de-Lans mesurait 1 000 mètres et avait 14 virages pour dénivellation de 110 mètres. Toutes les compétitions ont été plusieurs fois retardées à cause de températures élevées. Certaines descentes ont même dû être raccourcies et les quatrièmes manches des épreuves individuelles ont été annulées.

## Tableau des médailles
| Rang | Pays                 | Médaille d'or | Médaille d'argent | Médaille de bronze | Total |
| 1    | Allemagne de l'Est   | 1             | 1                 | 1                  | 3     |
| 2    | Allemagne de l'Ouest | 0             | 1                 | 2                  | 3     |
| 3    | Autriche             | 1             | 1                 | 0                  | 2     |
| 4    | Italie               | 1             | 0                 | 0                  | 1     |

## Résultats

### Hommes

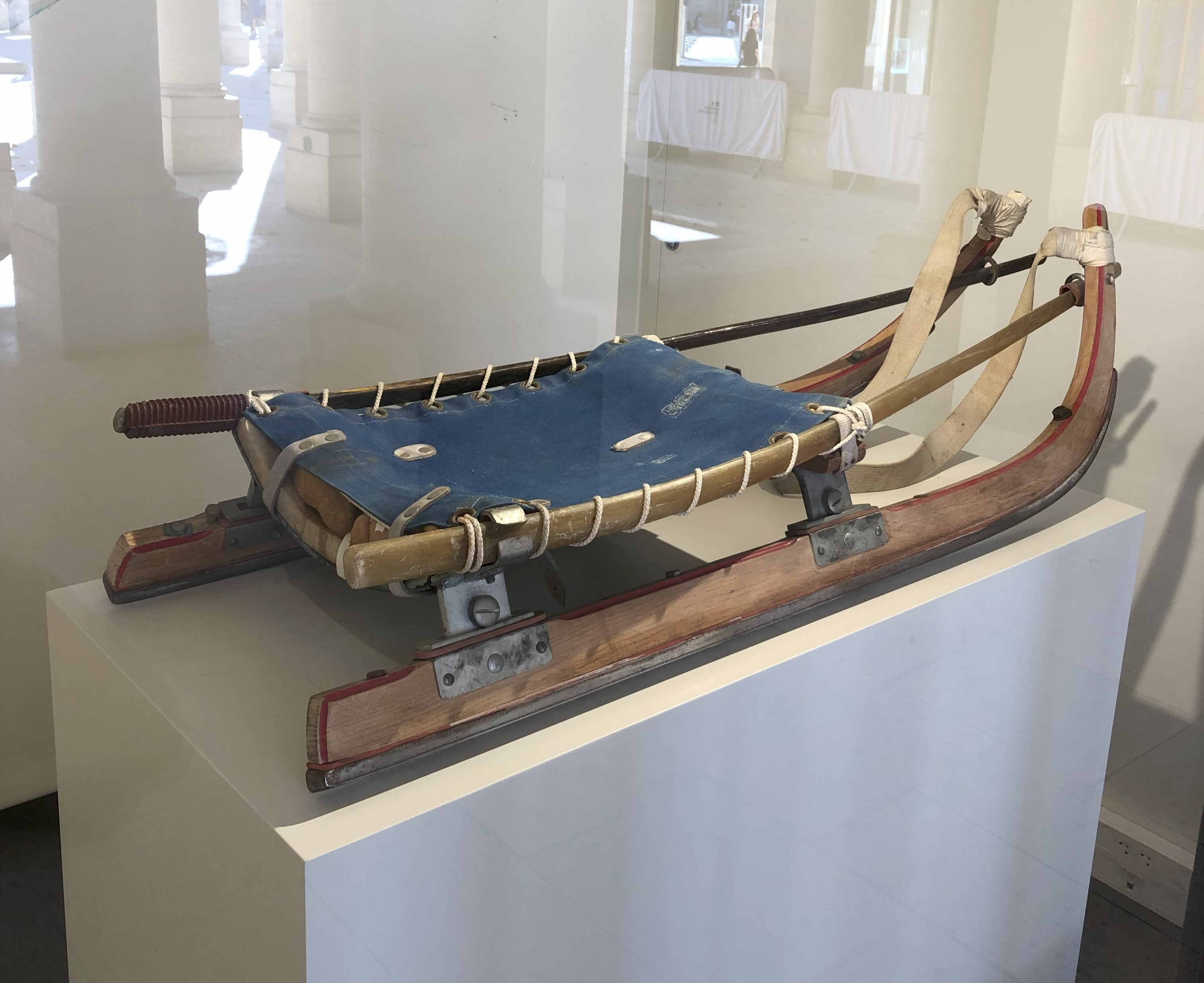
Luge utilisée par Jean-Pierre De Petro dans l'épreuve solo

| Épreuves | Or                           | Argent                      | Bronze                      |
| Solo     | Manfred Schmid 2 min 52 s 48 | Thomas Köhler 2 min 52 s 66 | Klaus Bonsack 2 min 53 s 33 |

### Femmes
| Épreuves | Or                          | Argent                        | Bronze                          |
| Solo     | Erika Lechner 2 min 28 s 66 | Christa Schmuck 2 min 29 s 37 | Angelika Dünhaupt 2 min 29 s 56 |

### Double
| Épreuves | Or                                           | Argent                                      | Bronze                                           |
| Duo      | Klaus Bonsack et Thomas Köhler 1 min 35 s 85 | Manfred Schmid et Ewald Walch 1 min 36 s 34 | Wolfgang Winkler et Fritz Nachmann 1 min 37 s 29 |